# Euptychia cornelius
Euptychia cornelius är en fjärilsart som beskrevs av Fabricius 1793. Euptychia cornelius ingår i släktet Euptychia och familjen praktfjärilar. Inga underarter finns listade i Catalogue of Life.